# Flight Command
Flight Command (deutsch: Flugkommando oder Flugbefehl) ist ein US-amerikanisches Kriegsfilmdrama aus dem Jahr 1940, bei dem Frank Borzage Regie führte. Robert Taylor spielt den Fähnrich Alan Drake, der sich dem berühmten Geschwader der „Hell Cats“ anschließt und erst noch bewähren muss. Weitere tragende Rollen sind mit Ruth Hussey, Walter Pidgeon und Paul Kelly besetzt.
Das Drehbuch beruht auf einer Originalgeschichte des Kommandanten Harvey S. Haislip.

## Handlung
Geschwaderkommandant Bill Gary ist froh, dass seine Frau Lorna scheinbar stark genug ist mit dem Tod, von dem die „Hell Cats“ immer wieder betroffen sind, umzugehen. Einzig ihrem Bruder Jerry Banning, der auch zu den „Hell Cats“ gehört, vertraut sie an, wie sehr ihre Sorge um ihren Mann sie belastet. Gerade ist ein Neuer für den Kader rekrutiert worden, der Fähnrich Alan Drake, ein Pensacola-Absolvent, der es gar nicht erwarten kann, sich seinen neuen Aufgaben zu widmen. Auf seinem Flug nach San Diego ist er gezwungen, seine Maschine wegen dichten Nebels aufzugeben und mit dem Fallschirm abzuspringen. Als er danach in einem Haus um Hilfe bittet, weiß er nicht, dass er sich im Anwesen seines Vorgesetzten Bill Gary befindet, von dessen Frau Lorna er freundlich begrüßt wird. Im Laufe seines Dienstes stellt sich immer mehr heraus, dass Drake ein Draufgänger ist, der die Gefahr geradezu sucht. Von seinen Kameraden hat er inzwischen den Spitznamen „Pensacola“ bekommen, einigen von ihnen ist seine verwegene Art ein Dorn im Auge, sodass eine Entfremdung zwischen den Männern die Folge ist. Mit Jerry versteht Drake sich jedoch recht gut, was auch zur Folge hat, dass er ein gern gesehener Gast im Haus der Garys ist.
Jerry entscheidet sich, ein neu entwickeltes Anti-Nebel-Gerät, das jedoch noch nicht perfektioniert ist, im dichten Nebel zu testen, obwohl es diesmal „Pensacola“ ist, der Bedenken anmeldet. Zuerst funktioniert das Gerät sehr gut, als Jerry jedoch zur Landung ansetzt, versagt es ganz plötzlich seinen Dienst, sodass er mit seiner Maschine abstürzt. Auf dem Weg ins Krankenhaus gibt er Drake noch den Hinweis, dass etwas mit der Nadel nicht stimme. Bill schafft es nicht, Lorna, die ins Krankenhaus zu ihrem Bruder geeilt ist, Trost zu spenden, als Jerry stirbt. Drake ist es, der die verzweifelte Frau mit seinen Worten erreichen kann. Nachdem Bill kurz nach Jerrys Tod zu einer wichtigen Mission abberufen wird, macht Drake sich daran, die Anti-Nebel-Maschine mit Hilfe von Jerrys Hinweis zu überarbeiten. In dieser Zeit freundet er sich immer mehr mit Lorna an, die auch berührt ist von der Ähnlichkeit im Wesen Jerrys und Drakes. Als sie eines Abends in einem Restaurant zusammen speisen, werden sie von Dusty Rhodes, einem Mitglied der „Hell Cats“ zusammen gesehen, der falsche Schlüsse zieht. Lorna, die sich ihrer Anziehungskraft auf Drake bewusst ist, zieht die Konsequenz daraus, dankt ihm für seine Liebenswürdigkeit und erklärt ihm, dass sie sich nicht mehr sehen sollten.
Als Lornas Mann am nächsten Tag zurückkehrt, sagt sie ihm, dass sie nicht die mutige Frau sei, die er in ihr vermute, und verlässt ihn, um Dinge zu überdenken, wie sie ihn wissen lässt. Bill ist erst einmal am Boden zerstört. Dusty verbreitet nun, dass „Pensacola“ schuld an der Trennung des Paares sei. Die Männer konfrontieren Drake daraufhin mit ihrem Verdacht und wollen, dass er ihre Einheit verlässt. Obwohl er keine Schuld auf sich geladen hat, will Drake nicht länger in einem Kader bleiben, wo man so etwas von ihm glaubt. So reicht er seinen Abschied ein, muss zuvor aber noch an einem bevorstehenden Manöver teilnehmen. Unmittelbar danach wird der Kader auf eine Rettungsmission nach einem abgestürzten Flugzeug beordert. Bills Flugzeug erleidet dabei ein Ölleck, sodass er aus der Formation ausschert. Trotz gegenteiliger Order folgt Drake ihm. Nachdem Bill eine Bruchlandung an einem Strand hingelegt hat, nimmt Drake seinen verletzten Vorgesetzten in sein Flugzeug und setzt sich wieder an die Spitze seiner Staffel. Da inzwischen dichter Nebel aufgezogen ist, sieht er nur eine Möglichkeit, die Flugzeuge der Staffel sicher an Land zu bringen. Er setzt Jerrys Anti-Nebel-Maschine ein und ist so in der Lage, durch die Nebelschichten hindurch eine sichere Landung für alle zu gewährleisten.
Gleich nach der Landung schickt Dusty Lorna ein Telegramm. Am Krankenbett von Bill versöhnt sich das Paar wieder. Lorna erzählt Dusty sodann, wie es wirklich war mit ihr und Drake und dass er sich nichts hat zuschulden kommen lassen. Dusty entschuldigt sich bei seinem Kameraden und bittet Pensacola zu bleiben, denn er sei ein wahrer „Hell Cat“.

## Produktion

### Produktionsnotizen
Gedreht wurde vom 19. August bis einschließlich 10. Oktober 1940 in den Metro-Goldwyn-Mayer Studios in Culver City sowie an einer großen Navy-Basis in San Diego in Kalifornien. Laut Hollywood Reporter war ein früher Arbeitstitel des Films Hell Cat. Der Vorspann des Films enthält eine Danksagung an die United States Navy für die Zusammenarbeit. Am 7. August 1940 verbreitete die Zeitschrift, dass der englische Schriftsteller R. C. Sherriff das Drehbuch instauriert habe, was jedoch nicht bestätigt wurde.

### Hintergrund
Rob Nixon äußerte, dass das Studio in Flight Command seinen neuen Star Robert Taylor bei seinem bevorzugten Hobby vorstelle. In der von Axel Madsen erstellten Biografie über Barbara Stanwyck, die von 1939 bis 1951 mit Taylor verheiratet war, wurde erläutert, dass Taylor beschlossen hatte, für seine Rolle Flugstunden zu nehmen und das Aufsteigen in die Luft als befreiend und berauschend empfunden habe. Daraufhin habe er sich in so gut wie jeder freien Minute mit dem Metier Luftfahrt befasst, man habe ihn insoweit als Enthusiasten bezeichnen können. Für Stanwyck sei das ein Problem gewesen, da sie es hasste, zu fliegen. Taylor betrieb seinen neuen Zeitvertreib so obsessiv, dass er sogar auf Weisung des Chefs von MGM den Studio-Psychiater konsultieren musste. Als die Vereinigten Staaten in den Zweiten Weltkrieg eintraten, trat der Schauspieler der United States Navy bei, obwohl MGM-Mogul Louis B. Mayer das zu verhindern suchte, da er um die Sicherheit seines Stars fürchtete.
Frank Borzage war zur Zeit der Entstehung des Films einer der erfolgreichsten Regisseure in Hollywood. Obwohl Flight Command mit einer angedeuteten Liebesgeschichte gekoppelt war, trug der Film dazu bei, die öffentliche Meinung in den USA zur Bekämpfung des in Europa aufsteigenden Faschismus zu ändern. Ironischerweise markierte der Film für Robert Taylor den schrittweisen Rückgang seiner Karriere. In einer kleineren Rolle hat Red Skelton einen Auftritt im Film, der bald darauf zu einem der besten Comic-Stars von MGM aufstieg.

### Filmmusik
- Eyes of the Fleet, Musik und Text: J. V. McElduff, Lieut. Comdr. U.S.N.
  - gespielt als Teil des Gesamtscores
- Taps, geschrieben von Daniel Butterfield
  - gespielt während der Todesparts
- Anchors Aweigh, geschrieben von Charles A. Zimmermann, Alfred Hart Miles und R. Lovell
  - gespielt während der Pensacola-Sequenz

### Veröffentlichung
Der Film hatte am 17. Dezember 1940 in Washington, D.C. Premiere, am 27. Dezember 1940 lief er dann allgemein in den USA an. Der Tag der Premiere fiel mit Feierlichkeiten für den „Pan American Aviation Day“ zusammen.
Im Vereinigten Königreich wurde er am 21. April 1941 veröffentlicht, in Mexiko am 26. Juni 1941, in Schweden am 3. November 1941 und in Portugal tags darauf. In Finnland lief der Film am 9. Juli 1948 an und in Japan am 10. März 1951. Veröffentlicht wurde er außerdem in Belgien, Brasilien, Ungarn und in Italien.

## Kritiken
Bosley Crowther von der New York Times befand, dass Flight Command hauptsächlich aus Klischees bestehe und die Dialoge miserabel seien, Umstände, unter denen man nicht viel von den Schauspielern erwarten könne, obwohl sie trotzdem erstaunlich gut seien. Gelobt wurden die Luftaufnahmen über den majestätischen Wolken. Bis auf diese Aufnahmen sei Flight Command nur ein Routine-Abenteuerfilm, spannend für Jugendliche, kein Zweifel, aber eher breeig für den Geschmack Erwachsener.

„Abgedroschene Geschichte mit guter Besetzung, in der ein aufstrebender Robert Taylor versucht, seinen Weg in einer Marienfliegerstaffel zu machen.“

„Routinierte Patriotika.“

## Auszeichnung
A. Arnold Gillespie und Douglas Shearer waren auf der Oscarverleihung 1942 für einen Oscar in der Kategorie „Beste Spezialeffekte/visuelle Effekte“ für ihre aufregenden Flugsequenzen in diesem Film nominiert, konnten sich jedoch gegen das Filmdrama I Wanted Wings und ihre Kollegen Farciot Edouart, Gordon Jennings und Louis Mesenkop nicht durchsetzen.